# Pterolophia apicefusca
Pterolophia apicefusca är en skalbaggsart som beskrevs av Stefan von Breuning 1938. Pterolophia apicefusca ingår i släktet Pterolophia och familjen långhorningar.
Artens utbredningsområde är Pakistan. Inga underarter finns listade i Catalogue of Life.